# Novafeltria
Novafeltria là một đô thị ở tỉnh Pesaro và Urbino trong vùng Marche, nằm cách 100 km về phía tây bắc của Ancona và khoảng 50 km về phía tây của Pesaro. Tại thời điểm ngày 31 tháng 12 năm 2019, đô thị này có dân số 7.113 và diện tích là 41,8 km².
Novafeltria giáp các đô thị sau: Maiolo, Mercato Saraceno, Pennabilli, San Leo, Sant'Agata Feltria, Sogliano al Rubicone, Talamello, Torriana.